# Karwacz (gmina)
Karwacz (od 1973 Przasnysz) – dawna gmina wiejska istniejąca do 1954 roku w woj. warszawskim. Siedzibą władz gminy był Karwacz.
W okresie międzywojennym gmina Karwacz należała do powiatu przasnyskiego w woj. warszawskim. 1 stycznia 1923 z gminy Karwacz wyłączono osady wsi Wójtostwo Przasnysz (746 morgów), włączając ją do Przasnysza. 1 lipca 1924 do gminy Karwacz włączono wsie Sątrzaska i Frankowo oraz folwarki Sątrzaska A i Sątrzaska B z gminy Płoniawy w powiecie makowskim.
Po wojnie gmina zachowała przynależność administracyjną. Według stanu z 1 lipca 1952 roku gmina składała się z 19 gromad.
Gminę zniesiono 29 września 1954 roku wraz z reformą wprowadzającą gromady w miejsce gmin. Jednostki nie przywrócono 1 stycznia 1973 roku po reaktywowaniu gmin, utworzono natomiast jej terytorialny odpowiednik, gminę Przasnysz.